# Тандай
Тандай (каз. Таңдай) — село в Махамбетском районе Атырауской области Казахстана. Административный центр Баксайского сельского округа. Код КАТО — 235639100.

## Население
В 1999 году население села составляло 2086 человек (1055 мужчин и 1031 женщина). По данным переписи 2009 года, в селе проживало 1913 человек (957 мужчин и 956 женщин).